# 午晚餐
午晚餐，是屬於在下午時段所吃的餐，在午餐和晚餐之間。英語中有linner和dunch的差別，而差別在於其先後順序。雖然午晚餐的進食時段和下午茶相同，但午晚餐的份量通常比下午茶多，而且內容也主要與午餐或晚餐相似。
午晚餐和早午餐所形成的原因相似，皆屬於方便或工作時間等因素而無法在中午時準時進食午餐，因此將兩餐併為同一餐，但份量較豐盛。一天當中的三餐也有可能平均地分別併為早午餐以及午晚餐。